# Hesburger
Hesburger (Гезбурґер) — мережа ресторанів фастфуд, що базується в Фінляндії, місті Турку.

## Опис
Це найбільша в Фінляндії мережа ресторанів, яка торгує бургерами; на місцевому ринку вона потіснила McDonald's. 1992 року налічувалося 12 ресторанів Hesburger, протягом наступних 10 років мережа розширилась до 200 ресторанів у 60 містах по всій Фінляндії, поглинувши 2002 року головного конкурента — Carrols.  Hesburger також розширився на міжнародні ринки, відкривши свої ресторани в країнах Балтії та Німеччини. Деякий нетривалий час Hesburger був представлений у Сирії, але був закритий через збитковість.
Унікальною є уніформа співробітника Hesburger, яка зроблена з перероблених пластикових пляшок. Усі старі форми та рекламні матеріали компанії переробляються та використовуються повторно.
Інтер'єр нового ресторану в Гельсінкі майже виключно виготовлений із власних відходів компанії. Клієнти в ресторані можуть сидіти на перероблених бочках із-під кетчупу та їсти під світильниками, виготовленими з колишніх фритюрниць.

## Географія роботи

### Заклади працюють
- Фінляндія
- Естонія
- Латвія
- Литва
- Німеччина
- Болгарія
- Україна

### Були представлені
- Сирія (2004—2006)
- Росія (до 2022)
- Білорусь (до 2022)

## Україна
В Україні мережа почала функціонувати з відкриттям 12 грудня 2012 року в Києві першого ресторану в ТРЦ «Глобус». У 2014 році ресторан у  «Глобусі» закрився, але в серпні 2015 року відкрився новий ресторан у ТЦ Novus за адресою: вул. Здолбунівська, 7-Г. У травні 2016 року відкрилися ще два ресторани: у ТЦ Novus за адесою: м. Вишневе, вул. Святошинська, 28-А та за адесою: м. Київ, вул. Попудренка, 1 (метро Дарниця).
У грудні 2019 року в Броварах відкрився черговий ресторан швидкого харчування мережі. Це перший заклад, який має власний drive, тобто можливість робити замовлення з автомобіля.
На сьогодні в Україні вже працюють 7 ресторанів — в Києві та Київській області. У найближчі два роки запланували відкриття близько 10 закладів громадського харчування.
Партнером Hesburger в Україні виступає PRO100 — проєктно-будівельна компанія.
На початку російського вторгнення в Україну компанія закрила всі свої ресторани в Києві та області для відвідувачів, але почала готувати та роздавати їжу для дитячих будинків, будинків престарілих та інших жителів міста. Доставка їжі координувалася через місцеві організації допомоги. Незважаючи на закриття ресторанів, місцеві робітники компанії продовжували отримувати заробітну плату.
9 липня було оголошено про поновлення роботи мережі в Києві.

## Участь в антиросійських санкціях
3 березня 2022 року, у зв'язку з російським вторгненням в Україну, компанія оголосила про припинення свого бізнесу в Росії та Білорусі. Повільний вихід Hesburger з Росії та Білорусі викликав дебати в соціальних мережах. У компанії сповільнення графіку пов'язували із занепокоєнням про безпеку персоналу та юридичними проблемами. 6 травня компанія повідомила, що в Росії закриті всі ресторани Hesburger і компанія більше не отримує доходів з цієї країни.